# Jehol-groep

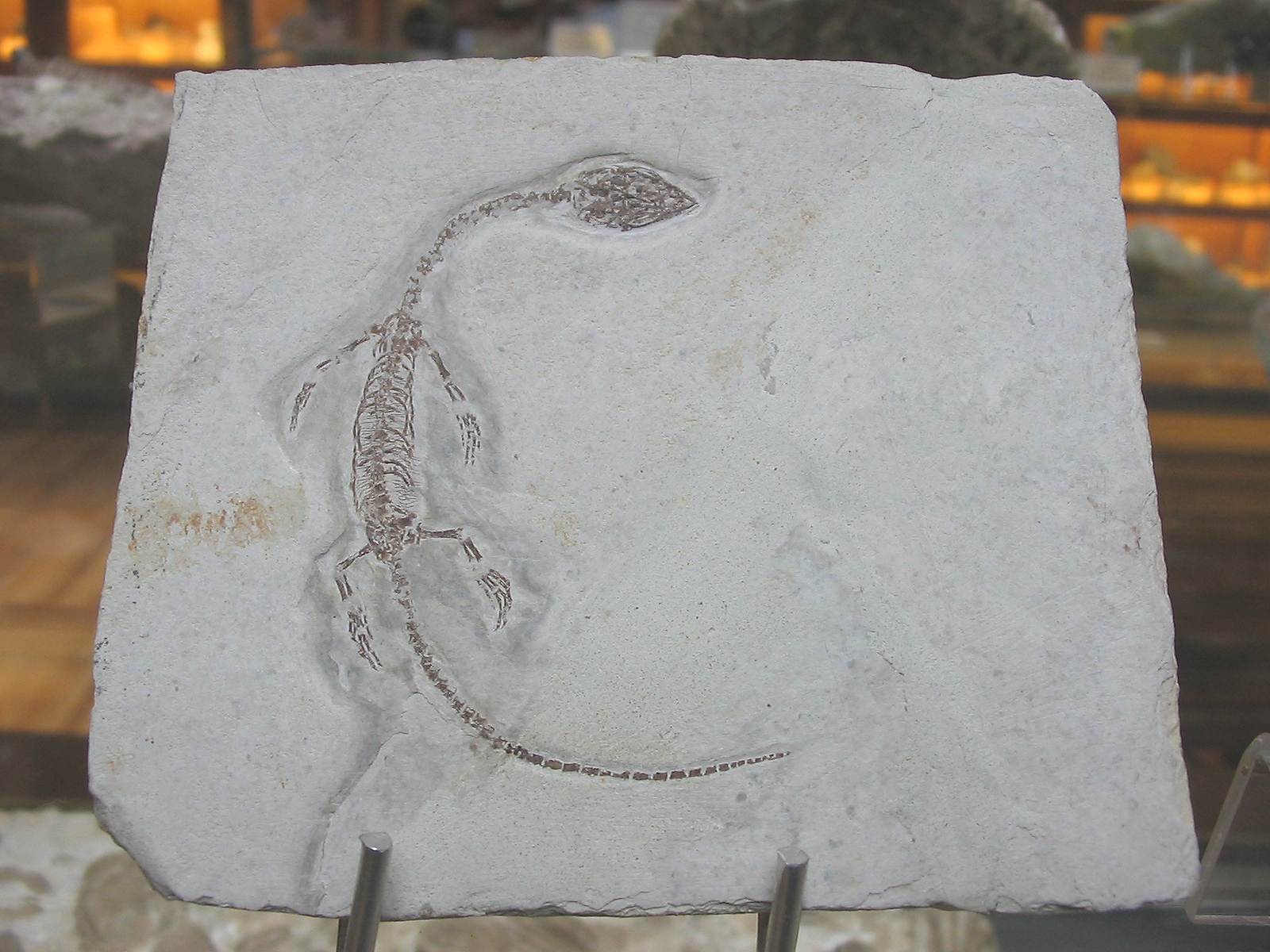
Hyphalosaurus-fossiel uit de Jehol-groep

De Jehol-groep is een stratigrafische groep die de formaties van Yixian en Jiufotang bevat. De groep dagzoomt in de Noord-Chinese provincie Liaoning. De Jehol-groep is beroemd om de uitstekend bewaard gebleven fossielen van dinosauriërs, vogels en zoogdieren uit het Vroeg-Krijt. De Jehol-groep stamt uit het Laat-Hauterivian tot Vroeg-Albian (128-110 miljoen jaar geleden).

## Geschiedenis
De eerste fossielen van vissen en primitieve reptielen werden reeds in de jaren dertig van de twintigste eeuw ontdekt, maar pas in de jaren negentig werden de eerste fossielen van opmerkelijke dinosauriërs, vogels en zoogdieren opgegraven. In 1992 werd de primitieve vogel Confuciusornis beschreven. Vier jaar later, in 1996, werd in de Jehol-groep de eerste gevederde dinosauriërs gevonden. Deze soort kreeg de naam Sinosauropteryx. In de jaren die volgden, werden nog meer dinosauriërs met veren beschreven evenals enkele opvallende zoogdieren. De bekendste hiervan is ongetwijfeld Repenomamus, die in 2005 beschreven werd en zich voedde met kleine dinosauriërs.

## Liaoning in het Krijt
Tegenwoordig is Liaoning een heuvelachtig en kaal landschap, maar in het Vroeg-Krijt was het een subtropisch gebied met actieve vulkanen, grote meren en dichte bossen die begroeid waren met coniferen, ginkgo’s, varens en cycaden. In deze bossen leefden een groot aantal diersoorten, variërend in grootte van kleine insecten tot grote dinosauriërs. Liaoning werd echter meerdere malen in de loop van het Mesozoïcum getroffen door uitbarstingen van de nabijgelegen vulkanen die as en giftige wolken de lucht in spuwden. Door deze gaswolken werden hele populaties gedood. De resten van dode dieren kwamen vervolgens in de meren terecht. Het water werd door de neerslag van as giftig waardoor al het leven gedood werd. De karkassen van insecten, vissen, reptielen, zoogdieren en dinosauriërs zonken naar de bodem van het dode meer. Omdat er op dat moment al bijna geen zuurstof meer aanwezig was in het water vond nauwelijks verrotting plaats en konden de botten door de diagenetische groei van mineralen fossiliseren, vaak bleef ook zachter weefsel bewaard. Dit is een unieke karaktereigenschap van de Liaonig-fossielen: naast de meer gebruikelijke botten en tanden is vaak ook zacht weefsel (haren, veren, inwendige structuren) bewaard gebleven.

## Zoogdieren van de Jehol-groep
De zoogdieren van Liaoning zijn een interessante mix van primitieve en meer ontwikkelde soorten. Inmiddels zijn er elf soorten bekend, die alle gedurende het Barremian leefden. De opvallendste zoogdieren zijn de dinosauriëretende Repenomamus, Eomaia, de oudst bekende vertegenwoordiger van de placentale zoogdieren, en Sinodelphys, de oudst bekende vertegenwoordiger van de groep der buideldieren.
- Orde Triconodonta
  - Familie Amphilestidae: Jeholodens jenkinsi
  - Familie Gobiconodontidae: Gobiconodon zofiae, Meemannodon lujiatunensis,
  - Familie Repenomamidae: Repenomamus giganticus, Repenomamus robustus
- Orde Multituberculata
  - Familie Eobaataridae: Sinobaatar lingyuanensis
- Orde Symmetrodonta
  - Familie Spalacotheriidae: Akidolestes cifelii
  - Familie Zhangheotheridae: Maotherium sinensis, Origolestes tii, Zhangheotherium quinquecuspidens
- Metatheria
  - basale Metatheria: Sinodelphys szalayi
- Eutheria
  - basale Eutheria: Acristatherium yanensis, Ambolestes zhoui, Cokotherium jiufotangensis, Eomaia scansoria

## Dinosauriërs en vogels van de Jehol-groep
De Jehol Group heeft naast de elf zoogdieren ook een groot aantal dinosauriërs opgeleverd. Vooral de theropoden zijn in Liaoning goed vertegenwoordigd. De Ornithischia waren minder algemeen. Van diverse soorten is naast het skelet ook de veerachtige bekleding bewaard gebleven.
- Orde Saurischia - Suborde Theropoda
  - Maniraptora (niet nader omschreven): Yixianosaurus
  - Familie Therizinosauridae: Beipiaosaurus
  - Familie Oviraptoridae: Caudipteryx, Similicaudipteryx, Incisivosaurus, Omnivoropteryx
  - Familie Tyrannosauridae: Dilong
  - Familie Dromaeosauridae: Cryptovolans, Graciliraptor, Microraptor, Sinornithosaurus
  - Familie Compsognathidae: Huaxiagnathus, Sinosauropteryx, Sinocalliopteryx.
  - Familie Troodontidae: Mei long, Sinovenator, Sinusonasus
  - Familie Ornithomimidae: Shenzhousaurus
  - Familie Scansoriopterygidae: Scansoriopteryx
  - Avialae: Protarchaeopteryx, Shenzhouraptor
- Orde Ornithischia
  - Familie Psittacosauridae: Hongshanosaurus, Psittacosaurus
  - Familie Ceratopidae: Liaoceratops
  - Familie Nodosauridae: Liaoningosaurus
  - Familie Iguanodontidae: Jinzhousaurus

Daarnaast zijn circa vijftien vogelsoorten bekend uit de Yixian- en Jiufotang-formatie. De bekendste geslachten zijn Cathayornis, Confuciusornis, Jeholornis, Liaoxiornis, Longipteryx en Sinornis.

## Overige dieren van de Jehol-groep
Hoewel de zoogdieren, dinosauriërs en vogels van de Jehol-groep over het algemeen het opmerkelijkst zijn en daardoor de meeste aandacht krijgen, zijn in de Yixian- en Jiufotang-Formatie ook nog andere diersoorten gevonden. Het meest soorten zijn hiervan zijn de pterosauriërs met een tiental soorten.
- Klasse Reptilia
  - Orde Pterosauria: Beipiaopterus, Boreopterus, Dendrorhynchoides, Eoazhdarcho, Eosipterus, Feilongus, Haopterus, Jeholopterus, Nurhachius, Sinopterus
  - Orde Choristodera: Hyphalosaurus, Ikechosaurus, Irenosaurus, Khurendukhosaurus, Liaoxisaurus, Monjurosuchus, Tchoiria
  - Orde Chelonia (schildpadden): Manchurochelys
  - Orde Squamata - Suborde Sauria (hagedissen): Dalinghosaurus, Yabeinosaurus
- Klasse Amphibia
  - Orde Anura (kikkers): Liaobatrachus, Callobatrachus
  - Orde Caudata (salamanders): Jeholotriton, Liaoxitriton
- Klasse Teleostei (beenvissen): Peipiaosteus (steur), Lycoptera (haringachtige), Sinamia (moddersnoek)

## Overzicht Jehol-groep
Gewervelde dieren van de Jehol-groep
| Groep              | Formatie           | Laag                                                     | Ichthyofauna | Herpetofauna en Mammaliafauna                                                                             | Avifauna |
| JEHOL-GROEP        |                    |                                                          | | |          |
| Jiufotang-formatie | Jiufotang-formatie | Jianichthys, Longdeichthys, Peipiaosteus, Protopsephurus | Liaoxitriton, Psittacosaurus, Caudipteryx, Microraptor, Sinornithosaurus, Sauropoda indet., Pterosauria indet. | Sinornis, Boluochia, Yixianornis, Yanornis, Sapeornis, Longipteryx, Chaoyangia, Songlingornis, Jeholornis |          |
| Yixian-formatie    | Jingangshan-laag   | Lycoptera                                                | Manchurochelys, Monjurosuchus, Yabeinosaurus, Pterosauria indet. | Confuciusornis                                                                                            |          |
| Yixian-formatie    | Dawangzhangzi-laag | Lycoptera, Peipiaosteus, Protopsephurus, Yanosteus       | Monjurosuchus, Hyphalosaurus, Yabeinosaurus, Haopterus, Theropoda indet., Jinzhousaurus, Sinosauropteryx, Sinobataar, | Liaoxiornis, Jibeinia, Confuciusornis                                                                     |          |
| Yixian-formatie    | Jianshangou-laag   | Lycoptera, Peipiaosteus, Yanosteus, Protopsephurus       | Jeholotriton, Liaobatrachus, Callobatrachus, Mesophyne, Manchurochelys, Monjurosuchus, Yabeinosaurus, Eosipterus, Dendrorhynchoides, Psittacosaurus, Sinosauropteryx, Protarchaeopteryx, Caudipteryx, Jeholodens, Sinovenator, Beipiaosaurus, Sinornithosaurus, Zhangheotherium | Confuciusornis, Changchengornis, Liaoningornis, Eoenantiornis, Protopteryx                                |          |
| Yixian-formatie    | Lujiatun-laag      | (geen)                                                   | Anura indet., Squamata indet., Psittacosaurus, Jeholosaurus, Liaoceratops, Sinovenator, Incisivosaurus, Repenomamus | (geen) |          |

(ZHOU 2004)